# Halsbandkraai
De halsbandkraai (Corvus torquatus, synoniem: Corvus pectoralis) is een zangvogel uit de familie Corvidae (kraaien).

## Verspreiding en leefgebied
Deze soort komt voor in oostelijk en centraal China en noordelijk Vietnam.

## Status
De grootte van de populatie is in 2018 geschat op 2500-10.000 volwassen vogels. Ondanks het grote verspreidingsgebied is de populatie vrij klein en de aantallen nemen verder af door intensievere landbouw en toegenomen gebruik van pesticiden. Op de Rode lijst van de IUCN heeft deze soort daarom de status kwetsbaar.